# 劉宣 (洪武進士)
劉宣，北平承宣布政使司永清縣（今河北省廊坊市永清縣）崇文坊里人，明朝初年官員。

## 生平
洪武十八年（1385年），劉宣中式乙丑科丁顯榜進士。任山西太原縣縣丞。